# Liste der Kulturdenkmale in Eupen
In der Liste der Kulturdenkmale in Eupen sind alle geschützten Objekte der belgischen Gemeinde Eupen aufgelistet.

## Liste
| Bild           | Bezeichnung | Lage                                   | Datierung                        | Beschreibung | ID     |
| -------------- | --- | -------------------------------------- | -------------------------------- | --- | ------ |
| Weitere Bilder | Kirche St. Katharina | Kettenis, Winkelstraße 1 (Karte)       | 15. Jh.; 16. Jh. (Seitenschiffe) | | 31321  |
| Weitere Bilder | Gut Schnellewind (Fassaden und Dach des Wohnteils, Fassaden und Dach des Taubenturmes, Fassaden und Dach der Stallungen im Osten, Einfriedungsmauer im Norden sowie Pflasterung des Binnenhofes) | Kettenis, Schnellewindgasse 2 (Karte)  | 1737                             | | 31200  |
| Weitere Bilder | Fußfall St. Rochus | Kettenis, Hochstraße (Karte)           | 1724                             | | 31322  |
| Weitere Bilder | Schloss Libermé (Fassaden, Dach und Torburg) | Kettenis, Aachener Straße 302 (Karte)  | 1534                             | | 31320  |
| Weitere Bilder | Favrunbachtal | Kettenis, Buschberg (Karte)            |                                  | | 31047  |
| Weitere Bilder | Burg Groß Weims (Wohnturm) | Kettenis, Weimser Straße 52–54 (Karte) | 14. Jh.                          | | 31317  |
| Weitere Bilder | Philippenhaus (Fassaden und Dach und Schrankaltar) | Kettenis, Hochstraße 272 (Karte)       | 1767                             | | 31323  |
| Weitere Bilder | Haus Winkelstraße 8 (Fassaden und Dach) | Kettenis, Winkelstraße 8 (Karte)       | 1790                             | | 31318  |
| Weitere Bilder | Haus Winkelstraße 10 (Fassaden und Dach) | Kettenis, Winkelstraße 10 (Karte)      | 18. Jh.                          | | 31319  |
| Weitere Bilder | Belgisch-Preußische Grenzsteine (158–186) (plus Lontzen, Sankt Vith/Crombach, Recht, Burg-Reuland und Thommen)                                                                                   |                                        | Mitte 19. Jh.                    | 4- bzw. 8-eckige Steinsäulen mit den Gravuren „B“ und „P“                                                                                  | 31215  |
| Weitere Bilder | Kirche St. Nikolaus | Marktplatz (Karte)                     | 1721–1726                        | Architekt: Laurenz Mefferdatis im Stil der Renaissance; Hochaltar von Johann Joseph Couven; barocke Fassade 1897                           | 31133  |
| Weitere Bilder | Pfarrhaus St. Nikolaus | Marktplatz 26 (Karte)                  | 1707                             | | 31132  |
| Weitere Bilder | Alter Friedhof St. Nikolaus | Kirchstraße (Karte)                    | 1861–1892                        | 14 Grabplatten wurden unter Pfarrer Jakob T. P. Richartz wegen Platzmangels vom Eupener Friedhof zum Garten neben der Pfarrkirche verlegt. | 31131  |
| Weitere Bilder | Kirche zur Unbefleckten Empfängnis | Rathausplatz (Karte)                   | 1773–1776                        | Architekt: Joseph Moretti | 31128  |
| Weitere Bilder | Haus Rathausplatz 12–14 | Rathausplatz 12–14 (Karte)             | 1773–1776                        | Architekt: Joseph Moretti | 31138  |
| Weitere Bilder | Kapelle St. Lambertus | Werthplatz (Karte)                     | 1690                             | | 31139  |
| Weitere Bilder | Kapelle St. Johannes Baptist Enthauptung | Nispert (Karte)                        | 1748                             | Architekt: Johann Joseph Couven | 31127  |
| Weitere Bilder | Haus Bergstraße 64 (Ostfassade und Dach) | Bergstraße 64 (Karte)                  | 18. Jh.                          | | 31151  |
| Weitere Bilder | Friedenskirche mit Kanzel, 22 Grabplatten auf dem alten Friedhof und dessen Einfriedungsmauer | Klötzerbahn (Karte)                    | 1851–1855                        | im neugotischen Stil | 31325  |
|                | Orgel der Friedenskirche | Klötzerbahn (Karte)                    | 1907                             | Architekt: Eberhard Friedrich Walcker; im Stil des Historismus                                                                             | 31495  |
| Weitere Bilder | Eiskeller Borngasse | Borngasse (Karte)                      | 1869                             | ehemaliger Lagerraum der Brauerei Wilhelm Warlimont Borngasse                                                                              | 31208  |
| Weitere Bilder | Kapelle St. Johannes der Täufer (Fassaden und Dach) | Bergkapellstraße (Karte)               | 1712; 1729 (Erweiterung)         | zwischen 1867 und 1882 Umgestaltung im neoromanischen Stil                                                                                 | 31204  |
| Weitere Bilder | Kirche St. Josef mitsamt ihrem neugotischen Mobiliar | Haasstraße (Karte)                     | 1855–1864                        | Architekt: Vinzenz Statz | 31406  |
| Weitere Bilder | Kapelle St. Michael | Stockem (Karte)                        | 1727 Tür und Vorbau Anfang 1900  | Von der ursprünglichen Inneneinrichtung sind nur noch der Barockaltar und die Michaelsfigur erhalten, der Rest wurde 1799 versteigert.     | 31140  |
| Weitere Bilder | Marienbrunnen | Marktplatz (Karte)                     | 1857                             | Architekt: Christian Mohr (Marienstatue), Vincenz Statz (Gesamtobjekt), 1913 Neubau Brunnenbecken durch Bildhauer Christian Stüttgen       | 31421  |
| Weitere Bilder | Haus Borngasse 1 (Fassaden und Dach) | Borngasse 1 (Karte)                    | 1818                             | ehemaliges Brauereigebäude der Familie Warlimont                                                                                           | 31207  |
| Weitere Bilder | Kreuz auf dem Heidberg | Heidberg (Karte)                       | 1819; Korpus aus 1923            | Werk des Eupener Bildhauers Christian Stüttgen; stand bis 1882 auf dem Eupener Friedhof                                                    | 31422  |
| Weitere Bilder | Haus Edelstraße 7 (Fassaden und Dach) | Edelstraße 7 (Karte)                   | 2. Hälfte 18. Jh.                | | 31141  |
| Weitere Bilder | Kloster Heidberg der Rekollektinnen (Teile) | Heidberg 16–18 (Karte)                 | 1700–1727                        | | 31423  |
| Weitere Bilder | Haus Gospertstraße 17 (Fassade und Dach) | Gospertstraße 17 (Karte)               | 1730er-Jahre                     | heute Sitz des Ministeriums der Deutschsprachigen Gemeinschaft                                                                             | 31142  |
| Weitere Bilder | Haus Auf’m Rain 2 (Fassaden und Dach, Treppen zum Eingang mit Geländer) | Auf’m Rain 2 (Karte)                   | 1720                             | | 31116  |
| Weitere Bilder | Haus Gospertstraße 22–24 (Fassaden und Dächer der Teile des 18. Jh.s) | Gospertstraße 22–24 (Karte)            | 1701                             | | 31143  |
| Weitere Bilder | Haus Gospertstraße 42 | Gospertstraße 42 (Karte)               | 1. Hälfte 18. Jh.                | heute Sitz des Ministerpräsidenten der Deutschsprachigen Gemeinschaft Belgiens und der Euregio Maas-Rhein                                  | 31144  |
| Weitere Bilder | Haus Haasstraße 1–3 (Fassaden und Dach) | Haasstraße 1–3 (Karte)                 | 2. Hälfte 18. Jh.                | | 31146  |
| Weitere Bilder | Garten Gospertstraße 40–42 | Gospertstraße 40–42 (Karte)            |                                  | | 31326  |
| Weitere Bilder | Haus Kaperberg 2–4 (Teile) Haus Rehrmann-Fey | Kaperberg 2–4 (Karte)                  | 1724–1728                        | Architekt: Laurenz Mefferdatis; heute: Staatsarchiv in Eupen und Pater-Damian-Schule                                                       | 31148  |
| Weitere Bilder | Haus Haasstraße 24 (Fassaden und Dach) | Haasstraße 24 (Karte)                  | Mitte 18. Jh.                    | | 31152  |
| Weitere Bilder | Haus Gospertstraße 52 Haus de Ru’s | Gospertstraße 52 (Karte)               | 1697                             | heute: Stadtmuseum | 31126  |
| Weitere Bilder | Haus Gospertstraße 56 | Gospertstraße 56 (Karte)               | 1730                             | Architekt: Laurenz Mefferdatis | 31221  |
| Weitere Bilder | Haus Gospertstraße 68 (Fassaden und Dach) | Gospertstraße 68 (Karte)               | Mitte 18. Jh.                    | | 31145  |
| Weitere Bilder | Haus Kaperberg 8 | Kaperberg 8 (Karte)                    | 1812                             | ehemaliger Sitz des Parlaments der Deutschsprachigen Gemeinschaft                                                                          | 31160  |
| Weitere Bilder | Haus Haasstraße 26 (Fassaden und Dach) | Haasstraße 26 (Karte)                  | Mitte 18. Jh.                    | | 31153  |
| Weitere Bilder | Haus Haasstraße 28 (Fassade und Dach) | Haasstraße 28 (Karte)                  | ca. 1645                         | Im Katasterbuch von 1645 als „panhuys de croon“ erwähnt.                                                                                   | 31154  |
| Weitere Bilder | Haus Kaperberg 31 | Kaperberg 31 (Karte)                   | 1745                             | | 31339  |
| Weitere Bilder | Haus Haasstraße 40 (Fassade und Dach) | Haasstraße 40 (Karte)                  | 1748                             | | 31336  |
| Weitere Bilder | Haus Kirchstraße 1 (Fassaden und Dach) | Kirchstraße 1 (Karte)                  | 1710                             | | 31340  |
| Weitere Bilder | Haus Haasstraße 42 (Fassaden und Dächer, Hofeinfahrt und Treppenhaus) | Haasstraße 42 (Karte)                  | 1729                             | Architekt: Laurenz Mefferdatis (zugeschrieben)                                                                                             | 31337  |
| Weitere Bilder | Haus Kirchstraße 16 (Vorderfassade und Dach) | Kirchstraße 16 (Karte)                 | um 1830                          | | 31341  |
| Weitere Bilder | Haus Heggenstraße 8 (Blausteinerner Eingang) | Heggenstraße 8 (Karte)                 | 1723                             | | 31155  |
| Weitere Bilder | Haus Kirchstraße 17–23 | Kirchstraße 17–23 (Karte)              | 1713                             | | 31342  |
| Weitere Bilder | Haus Heggenstraße 10 (Fassaden und Dach) | Heggenstraße 10 (Karte)                | 1723                             | | 31156  |
| Weitere Bilder | Haus Klosterstraße 20 (Fassade und Dach) | Klosterstraße 20 (Karte)               | 1. Hälfte 19. Jh.                | | 31161  |
| Weitere Bilder | Haus Heggenstraße 14 (Fassaden und Dach) | Heggenstraße 14 (Karte)                | Anf. 18. Jh.                     | | 31157  |
| Weitere Bilder | Haus Klötzerbahn 27 (Fassade und Dach) | Klötzerbahn 27 (Karte)                 | 1757                             | vormals Sitz des Amts- bzw. Friedensgericht, heute Sitz des Ministeriums der Deutschsprachigen Gemeinschaft                                | 31164  |
| Weitere Bilder | Haus Paveestraße 22 (Fassaden und Dach) | Paveestraße 22 (Karte)                 | um 1800                          | | 31193  |
| Weitere Bilder | Hof Hochstraße 185 (Fassade und Dach des Wohnteiles) | Hochstraße 185 (Karte)                 | 1733                             | | 31158  |
| Weitere Bilder | Hochstraße mit Bäumen und Gräben | Hochstraße (Karte)                     |                                  | früher vermutlich eine Römerstraße | 31429  |
| Weitere Bilder | Haus Paveestraße 29 (Fassaden und Dach) | Paveestraße 29 (Karte)                 | Ende 18. Jh.                     | | 31194  |
| Weitere Bilder | Haus Klötzerbahn 32 (Fassaden und Dach) (Haus Grand Ry) | Klötzerbahn 32 (Karte)                 | 1761–1763                        | Architekt: Johann Joseph Couven; heute Sitz der Regierung der Deutschsprachigen Gemeinschaft                                               | 31343  |
| Weitere Bilder | Haus Rotenberg 33 (nur Fassade) | Rotenberg 33 (Karte)                   | 1748                             | ehemaliges Waisenhaus und Schwesternheim                                                                                                   | 31149  |
| Weitere Bilder | Steinrother Wäldchen | (Karte)                                |                                  | | 31045  |
| Weitere Bilder | Haus Marktplatz 1 Haus Vercken | Marktplatz 1 (Karte)                   | 1752                             | Architekt: Johann Joseph Couven; heute Kloster der Franziskanerinnen von der Heiligen Familie                                              | 31172  |
| Weitere Bilder | Haus Werthplatz 1–3 | Werthplatz 1–3 (Karte)                 | 1744                             | Architekt: Johann Joseph Couven | 31357  |
| Weitere Bilder | Haus Marktplatz 8 (Fassaden und Dächer des Haupthauses und der Anbauten des 18. Jh.s) | Marktplatz 8 (Karte)                   | 1750                             | heute Sitz des Grenz-Echos | 31173  |
| Weitere Bilder | Haus Werthplatz 2 Haus Tonnar | Werthplatz 2 (Karte)                   | Anf. 17. Jh.                     | | 31358  |
| Weitere Bilder | Haus Couvenplatz 1 bekannt als Haus Nispert | Couvenplatz 1 (Karte)                  | 1742                             | Architekt: Johann Joseph Couven | 31117  |
| Weitere Bilder | Haus Werthplatz 5–7–9 | Werthplatz 5–7–9 (Karte)               | 1747                             | | 31195  |
| Weitere Bilder | Garten Couvenplatz 1 (Park) | Couvenplatz 1 (Karte)                  |                                  | | 31344  |
| Weitere Bilder | Haus Werthplatz 12 | Werthplatz 12 (Karte)                  | Ende 17. Jh.                     | | 31359  |
| Weitere Bilder | Haus Werthplatz 48 | Werthplatz 48 (Karte)                  | Mitte 18. Jh.                    | | 31360  |
| Weitere Bilder | Lange Kuhdrift | (Karte)                                |                                  | | 31046  |
| Weitere Bilder | Haus Nispert 56 (Fassaden sowie Dächer des Wohnhauses) | Nispert 56 (Karte)                     | Anf. 18. Jh.                     | | 31175  |
| Weitere Bilder | Burg Stockem (Bergfried, Torburg und die Gesamtheit der Gebäulichkeiten und ihrer Umgebung) | Stockem 50 (Karte)                     | 1502                             | | 31324  |
| Weitere Bilder | Haus Oestraße 48 (Fassaden und Dächer, Raum mit Kreuzrippengewölbe, Pflasterung des Hofes, Einfriedungsmauer)                                                                                    | Oestraße 48 (Karte)                    | 1745                             | Architekt: Johann Conrad Schlaun | 31176  |
| Weitere Bilder | Haus Olengraben 29 (Fassade und Dach) | Olengraben 29 (Karte)                  | 2. Hälfte 18. Jh.                | | 31178  |
| Weitere Bilder | Haus Paveestraße 12 (Fassade und Dach) | Paveestraße 12 (Karte)                 | 19. Jh.                          | | 31191  |
| Weitere Bilder | Häuser Paveestraße 13–15 (Fassaden und Dach, Blausteinpfeiler Hofeinfahrt) | Paveestraße 13–15 (Karte)              | 1815                             | | 31180  |
| Weitere Bilder | Haus Paveestraße 14 (Fassaden und Dach) | Paveestraße 14 (Karte)                 | Anf. 19. Jh.                     | | 31192  |
| Weitere Bilder | Haus Paveestraße 10 (Fassade und Dach sowie Fassade des Wintergartens) | Paveestraße 10 (Karte)                 | 1850                             | im Stil des Historismus | 31190  |
| Weitere Bilder | Haus Hufengasse 11 (Dach) | Hufengasse 11 (Karte)                  | 1610                             | im gotischen Stil | 31338  |
| Weitere Bilder | Haus Hookstraße 40 (Fassade, Dach und Vorgarteneinfriedungsmauer) | Hookstraße 40 (Karte)                  | 1707                             | | 31159  |
| Weitere Bilder | Haus Nispert 51 (Giebel, Dach und der Eingangsbereich mit Kamin, Balken und Treppenaufgang) | Nispert 51 (Karte)                     | um 1700                          | | 31174  |
| Weitere Bilder | Kriegerdenkmal | Werthplatz (Karte)                     | 1912                             | Architekt: Rudolf Henn | 852    |
| Weitere Bilder | Gartenhaus, Werthplatz 36–38 (Fassaden, Dach, Freitreppe, Keller und die historischen Elemente des Innenraums)                                                                                   | Werthplatz 36–38 (Karte)               | 18. Jh.                          | | 31522  |
| Weitere Bilder | Waldenburghaus (Herrenhaus und Wirtschaftsgebäude) | Kettenis, Hochstraße 269 (Karte)       | 17. Jh.                          | | 32239  |
| Weitere Bilder | Haus Bergstraße 62 (Fassade und Dach) | Bergstraße 62 (Karte)                  | 1720                             | | 31206  |
| Weitere Bilder | Haus Neustraße 79 Ehemaliges Kino Capitol (Vorderfassade) | Neustraße 79 (Karte)                   | 1933                             | Architekt: Josef Bemelmans; im Stil des Expressionismus                                                                                    | 1006   |
| Weitere Bilder | Transformatorenhaus Merolser Straße | Kettenis, Merolser Straße (Karte)      | 1928                             | | 40770  |
|                | Gut Looten | Bergstraße 111 (Karte)                 | 18. Jh.                          | | 82110  |
|                | Ehemalige Mädchenschule | Schulstraße 18 (Karte)                 | 19. Jh.                          | | 106854 |